# イ・ヒョンスン (アイスホッケー)
イ・ヒョンスン（1991年7月5日 - ）は、韓国のプロアイスホッケー選手。ポジションはフォワード。アジアリーグアイスホッケーのHLアニャンに所属。

## 経歴
高麗大学出身。
2013-2014シーズンからアジアリーグアイスホッケーの安養ハルラでプレー。
2015-2016シーズンまで安養でプレーし、同シーズンから兵役のためサンムに所属。
2016-2017シーズンに除隊。
2017-2018シーズンから安養に復帰。
2023-2024シーズンはチームが2シーズン連続となる8度目の優勝を果たし、イも優勝を経験することになった。